# Iwan Buzyckow
Iwan Dmitrijewicz Buzyckow (ros. Иван Дмитриевич Бузыцков, ur. 2 listopada?/15 listopada 1917 we wsi Niżnieje Sanczelejewo w obwodzie samarskim, zm. 12 lipca 1978 w Dniepropietrowsku) – radziecki pułkownik, Bohater Związku Radzieckiego (1941).

## Życiorys
Urodził się w rodzinie chłopskiej. Skończył 7 klas, pracował jako kombajnista, od 1938 służył w Wojskach Pogranicznych NKWD ZSRR, w 1939 ukończył szkołę młodszych dowódców, od 1942 należał do WKP(b). W momencie ataku Niemiec na ZSRR jako młodszy sierżant służył na placówce granicznej w Mołdawskiej SRR, od początku wojny brał udział w walkach na granicy państwowej ZSRR, początkowo na moście na rzece Prut. Został siedmiokrotnie ranny i ewakuowany do szpitala w Armawirze, w uznaniu odwagi i zasług bojowych mianowano go młodszym porucznikiem oraz nadano tytuł Bohatera Związku Radzieckiego. W 1942 walczył na Froncie Północno-Kaukaskim, w 1945 ukończył kursy przy Akademii Wojskowej im. Frunzego, po czym został dowódcą batalionu wojsk NKWD, później służył w MWD ZSRR. Potem pracował w ukraińskiej republikańskiej organizacji towarzystwa sportowego "Dynamo" w Kijowie. W 1954 otrzymał stopień pułkownika.

## Odznaczenia
- Złota Gwiazda Bohatera Związku Radzieckiego (26 sierpnia 1941)[1]
- Order Lenina
- Order Czerwonej Gwiazdy (dwukrotnie)

I medale.